# 日本笨甲冑螺
日本笨甲冑螺（学名：Casmaria ponderosa nipponensis），是异足目唐冠螺科小鬘螺属的一种。主要分布于中国大陆，常栖息在潮下带。